# Martin Lehmann (Chorleiter)

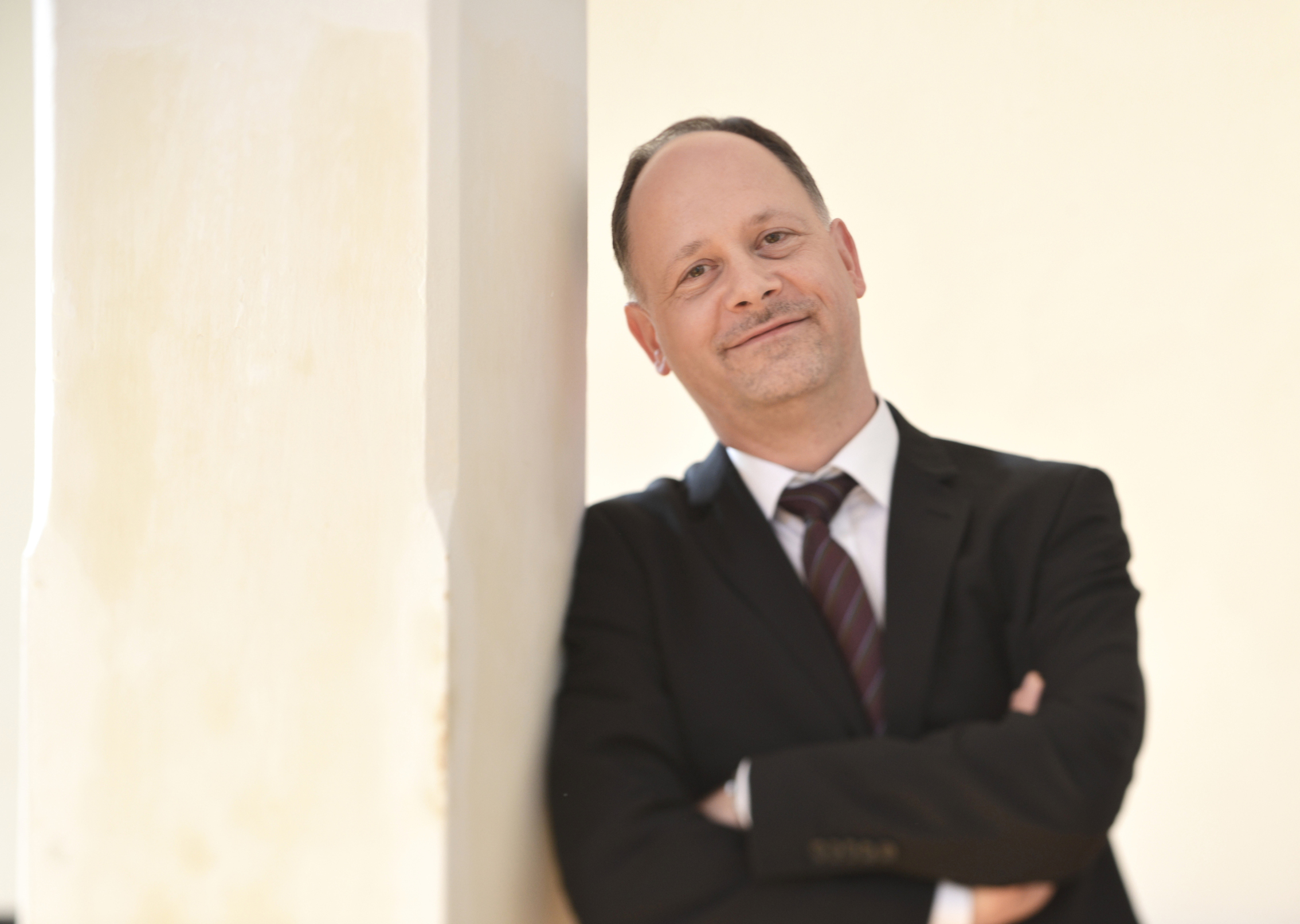
Martin Lehmann (2016)

Martin Lehmann (* 21. August 1973 in Malchin, Bezirk Neubrandenburg, DDR) ist ein deutscher Chorleiter. Von 2012 bis 2022 war er Künstlerischer Leiter des Windsbacher Knabenchors. Zum 1. September 2022 hat er den Dresdner Kreuzchor als Kreuzkantor übernommen.

## Werdegang
Lehmann wuchs in Dresden auf, wo er 1983 Mitglied des Dresdner Kreuzchores wurde. Sein Vater ebenso wie seine Brüder waren Kruzianer.
Nach dem Abitur studierte er an der Hochschule für Musik Carl Maria von Weber Dresden Chordirigieren bei Hans-Christoph Rademann. Während dieser Zeit war Lehmann künstlerischer Assistent des Dresdner Kammerchors sowie Mitbegründer und Leiter des Kammerchors cantamus dresden. Darüber hinaus nahm er einen Lehrauftrag an der Dresdner Musikhochschule wahr. Sein Aufbaustudium schloss Lehmann in den Fächern Chorleitung und Orchesterdirigieren mit Auszeichnung ab. Er ist Träger des Rudolf-Mauersberger-Stipendiums.
Im November 2001 wurde Martin Lehmann Leiter des Leipziger Mädchenchores Schola Cantorum. Im Oktober 2005 folgte schließlich die Berufung als Musikalischer Leiter der Wuppertaler Kurrende.

## Chorleiter beim Windsbacher Knabenchor

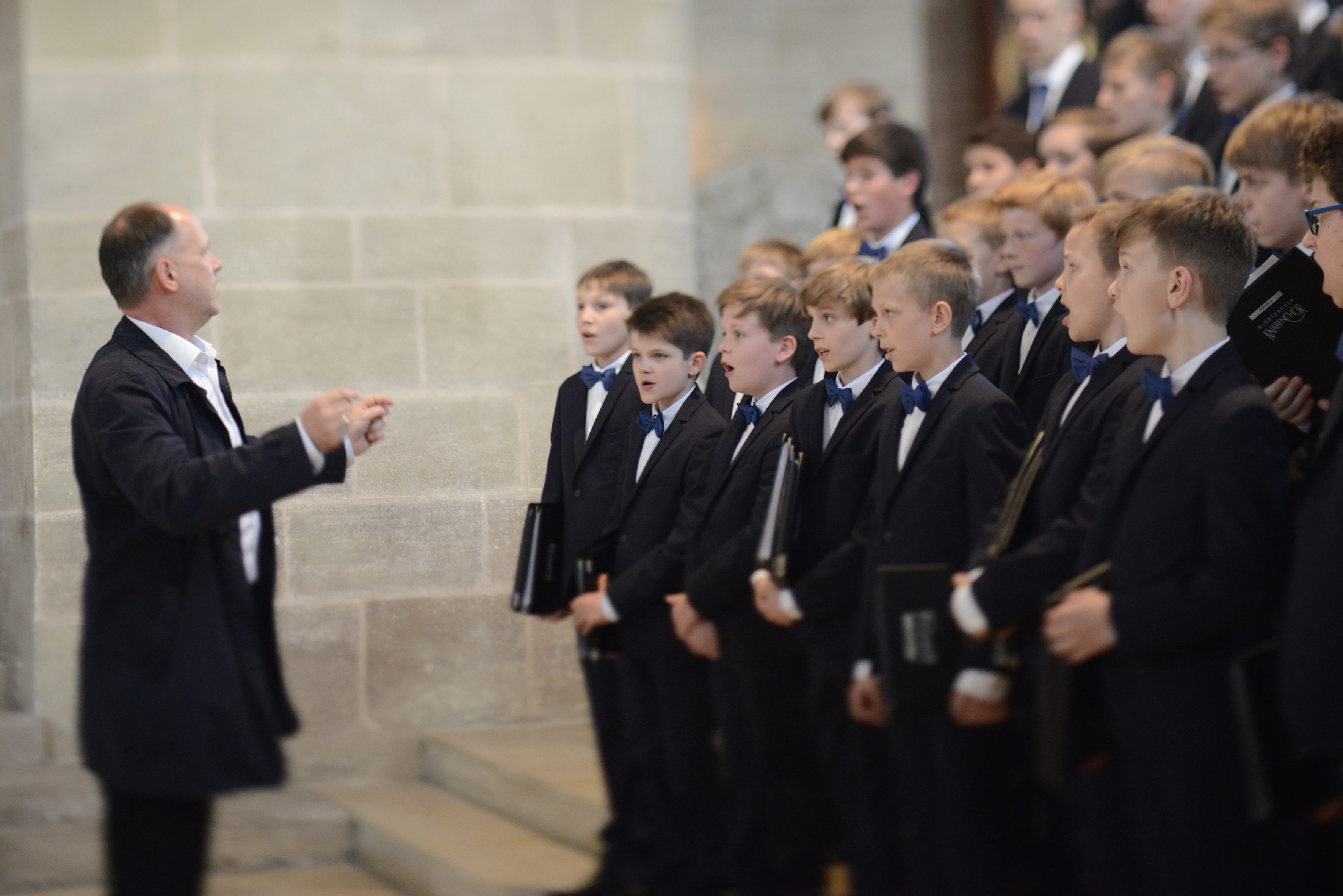
Leiter des Windsbacher Knabenchores (2018)

Im Jahr 2012 übernahm Lehmann in Nachfolge von Karl-Friedrich Beringer die Künstlerische Leitung des renommierten Windsbacher Knabenchores. Mit dem Windsbacher Knabenchor nahm der Dirigent regelmäßig an bedeutenden Festivals wie dem Rheingau Musikfestival, der Bachwoche Ansbach, den Festspielen Mecklenburg-Vorpommern, der Internationalen Orgelwoche Nürnberg und dem Festival Europäische Kirchenmusik teil. Mit den Windsbachern gastierte Lehmann in Deutschland immer wieder in der Alten Oper Frankfurt, dem Konzerthaus Berlin, der Elbphilharmonie, der Thomaskirche Leipzig, der Dresdner Frauenkirche, dem Herkulessaal München oder im Festspielhaus Baden-Baden. Hinzu kamen internationale Spielorte wie das Concertgebouw Amsterdam, der Palau de la Música Catalana in Barcelona, das Oriental Arts Center Shanghai, die Tonhalle Zürich, die Sixtinische Kapelle oder der Petersdom in Rom.
Martin Lehmann arbeitete mit Orchestern wie dem Freiburger Barockorchester, der Akademie für Alte Musik Berlin, dem La Folia Barockorchester, dem Ensemble 1704 Prag und der Capella de la Torre. Namhafte Solisten wie Dorothee Mields, Hana Blažíková, Joanne Lunn, Nuria Rial, Anna Lucia Richter, Wiebke Lehmkuhl, Marie Henriette Reinhold, Alex Potter, Terry Wey, Tilman Lichdi, James Gilchrist, Julian Prégardien, Patrick Grahl, Markus Schäfer, Tobias Berndt, Andreas Wolf, Thomas E. Bauer und Krešimir Stražanac konzertierten regelmäßig mit ihm.
Seit 2017 ist Martin Lehmann Kirchenmusikdirektor (KMD). Mit der Auszeichnung würdigte die Evangelisch-Lutherische Kirche in Bayern Lehmanns Verdienste um die Kirchenmusik durch seine Arbeit mit dem Windsbacher Knabenchor. Zahlreiche Chorwettbewerbserfolge, CD-, Fernseh- und Radiomitschnitte dokumentieren seine Arbeit.

## Kreuzkantor beim Dresdner Kreuzchor
Im Jahr 2021 wurde bekannt, dass sich Martin Lehmann in einem anspruchsvollen Bewerbungsverfahren gegen über 30 weitere Bewerber um das Amt des Kreuzkantors durchsetzen konnte. Als Nachfolger für Kantor Roderich Kreile unterzeichnete Lehmann im Januar 2022 seinen Dienstvertrag im Beisein des Dresdner Oberbürgermeisters Dirk Hilbert. Damit wird Lehmann zum 1. September 2022 der 29. Kreuzkantor nach der Reformation des berühmten Dresdner Internatsknabenchores, in dem er als Kind seine erste musikalische Ausbildung erfuhr. Bereits zwischen Januar und August 2022 bereitete Lehmann das Schuljahr und die Konzertsaison 2022/23 mit vor.

## Diskografie
- European Christmas Carols, recordJet 2005 (schola cantorum Leipzig)
- Gloria – Festliche Barockmusik, 2008 (Wuppertaler Kurrende)
- Wie lieblich sind deine Wohnungen, 2009 (Wuppertaler Kurrende)
- Celebrating Händel, 2009 (Wuppertaler Kurrende)
- Weihnachtsoratorium von J. S. Bach, Kantaten IV bis VI, Sony Classical 2015 (Windsbacher Knabenchor)
- Johann Staden Motetten, Sony Classical 2015 (Windsbacher Knabenchor)
- Weihnachtsoratorium von J. S. Bach, Kantaten I bis VI, Sony Classical 2016 (Windsbacher Knabenchor)
- Water & Spirit, Sony Classical 2019 (Windsbacher Knabenchor)